# Un crime au Paradis
Un crime au paradis és una pel·lícula de comèdia francesa del 2001 dirigida per Jean Becker, adaptada per Sébastien Japrisot de la història de Sacha Guitry, i protagonitzada per Jacques Villeret i Josiane Balasko. L'escenari es va utilitzar a la pel·lícula La Poison (1951).

## Argument
1980, en un poble rural de la regió de Lió, Saint-Julien-sur-Bibost.Joseph Poacher ("Jojo") i la seva dona Lucienne ("Lulu"), una alcohòlica empedernida i de mal caràcter, porten una vida de matrimoni conflictius, a la seva granja situada en un lloc anomenat "Paradís". Un dia, Jojo veu una història a la televisió sobre un advocat brillant que acaba d'aconseguir la seva vint-i-cinquena absolució. Molt impressionat, Jojo buscarà l'advocat. Li diu que mataria la seva dona tot i que encara no ho ha fet. Mitjançant un conjunt de preguntes molt intel·ligents, s'explica com hauria hagut de fer per estar bastant segur d'aconseguir les circumstàncies atenuants. Aleshores, Jojo torna al "Paradís" i comença a organitzar, segons ha indicat l'advocat, la posada en escena del "crim perfecte".

## Repartiment
- Jacques Villeret com a Jojo Poacher
- Josiane Balasko com a Lulu Poacher
- André Dussollier com a advocat Jacquard
- Suzanne Flon com a mestressa
- Gérard Hernandez com a Jacky
- Roland Magdane com a propietari del cafè
- Valérie Mairesse com a Magali
- Jacques Dacqmine com a president Laborde
- Dominique Lavanant com a Mlle Goudilleux
- Jean Dell com el jutge Fregard
- Daniel Prévost com a advocat Miramont
- Jenny Clève com a Madame Bertrand
- Cécile Vassort com a Madame Ramírez
- Eric Bougnon com a Briscot
- Jean-Michel Martial com a Jacky Lévêque
- Roger Crouzet com el senyor Doucet
- Christine Delaroche com a ajudant de Jacquard
- Maryse Deol com el distribuïdor de nocions
- Armand Chagot com a oficial de comissaria
- Michel Bonnet com a substitut